# فیلشور
فیلشور، روستایی است از توابع بخش روداب و در شهرستان سبزوار استان خراسان رضوی ایران.

## جمعیت
این روستا در دهستان فروغن قرار داشته و بر اساس سرشماری سال ۱۳۸۵ جمعیت آن ۲۷۷ نفر (۷۹ خانوار)
بوده‌است.